# Voltampere
Das Voltampere mit dem Einheitenzeichen VA ist eine zusammengesetzte Maßeinheit und andere Umschreibung für Watt, die SI-Einheit der physikalischen Größe Leistung. Sie ergibt sich aus der mathematischen Zusammenfassbarkeit der Multiplikationsgleichung 1 V · 1 A = 1 VA.
Da Volt die SI-Einheit der elektrischen Spannung und das Ampere die SI-Basiseinheit der SI-Basisgröße elektrischen Stromstärke sind, wird Voltampere zumeist im Kontext der Elektrodynamik als Einheit für elektrische Leistung verwendet, genauer im Zusammenhang mit den Wechselgrößen (Wechselspannung, Wechselstrom, auch Dreiphasenwechselstrom) in der elektrischen Energietechnik zur Kennzeichnung der Anschlussleistung von  elektrischen Maschinen (wie Drehstrommotoren) oder Transformatoren.
In Deutschland ist sie gesetzliche Maßeinheit für die elektrische Scheinleistung {\displaystyle S} sowie die besondere, nicht SI-konforme Einheit Var für elektrische Blindleistung (DIN 1301, DIN 1304, DIN 40110).
Mathematischer Kontext der Scheinleistung:
{\displaystyle \left[S\right]={\left[U_{\mathrm {eff} }\right]}_{\text{SI}}\cdot {\left[I_{\mathrm {eff} }\right]}_{\text{SI}}\to 1\,\mathrm {VA} =1\,\mathrm {V} \cdot 1\,\mathrm {A} =1\,\mathrm {W} }.
Wie bei Maßeinheiten üblich, werden zur Erzielung überschaubarer Zahlenwerte Vorsätze für Maßeinheiten verwendet, wie „kVA“ für „Kilovoltampere“ (= 1 000 VA) oder „MVA“ für „Megavoltampere“ (= 1 000 000 VA).